# Lärarnas yrkesinternational
Lärarnas yrkesinternational (Education International, EI-IE) är en global sammanslutning av lärarorganisationer som representerar fler än 30 miljoner lärare, från förskola till högskola, världen över. För närvarande har Education International 401 medlemsförbund i 172 länder. Detta gör Education International till världens största globala sammanslutning av yrkesförbund och den enda organisationen som företräder lärare på världens alla kontinenter. Education International grundades när de två föregångarna WCOTP och IFFTU slogs samman vid ett konvent i Stockholm, den 26 januari 1993. Som värd för konventet stod Lärarförbundet.

## Struktur
Education International styrs av en världskongress som samlas var tredje år. Denna utser president, vice presidenter (5 stycken), generalsekreterare och ledamöter till styrelsen. Sedan 2015 är Lärarförbundets ordförande Johanna Jaara Åstrand invald i styrelsen.

## Samarbeten med andra organisationer
Education International har konsultativ status med FN-organen ECOSOC, WHO och Unesco vilket innebär att EI ofta bjuds in som experter i utbildningsfrågor. 
Education International har ett nära samarbete med ITUC (International Trade Union Confederation), som är en underavdelning av FN-organet ILO, Internationella arbetsorganisationen och med Trade Union Advisory Committee (TUAC) som är en underavdelning av OECD. 
EI har även fungerat som rådgivande organ till organisationer som Världsbanken, internationella valutafonden IMF, Världshandelsorganisationen WTO, FN-organet Unicef, World Economic Forum, G8-länderna och G20-länderna.